# دانشگاه فناوری تامپره

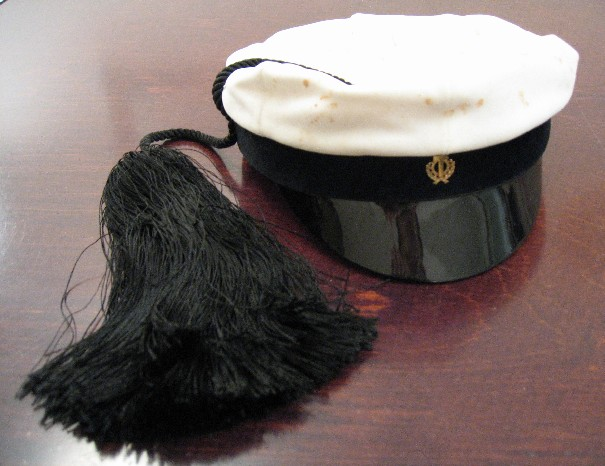
کلاه دانشجوی دانشکده فناوری (teekkarilakki).

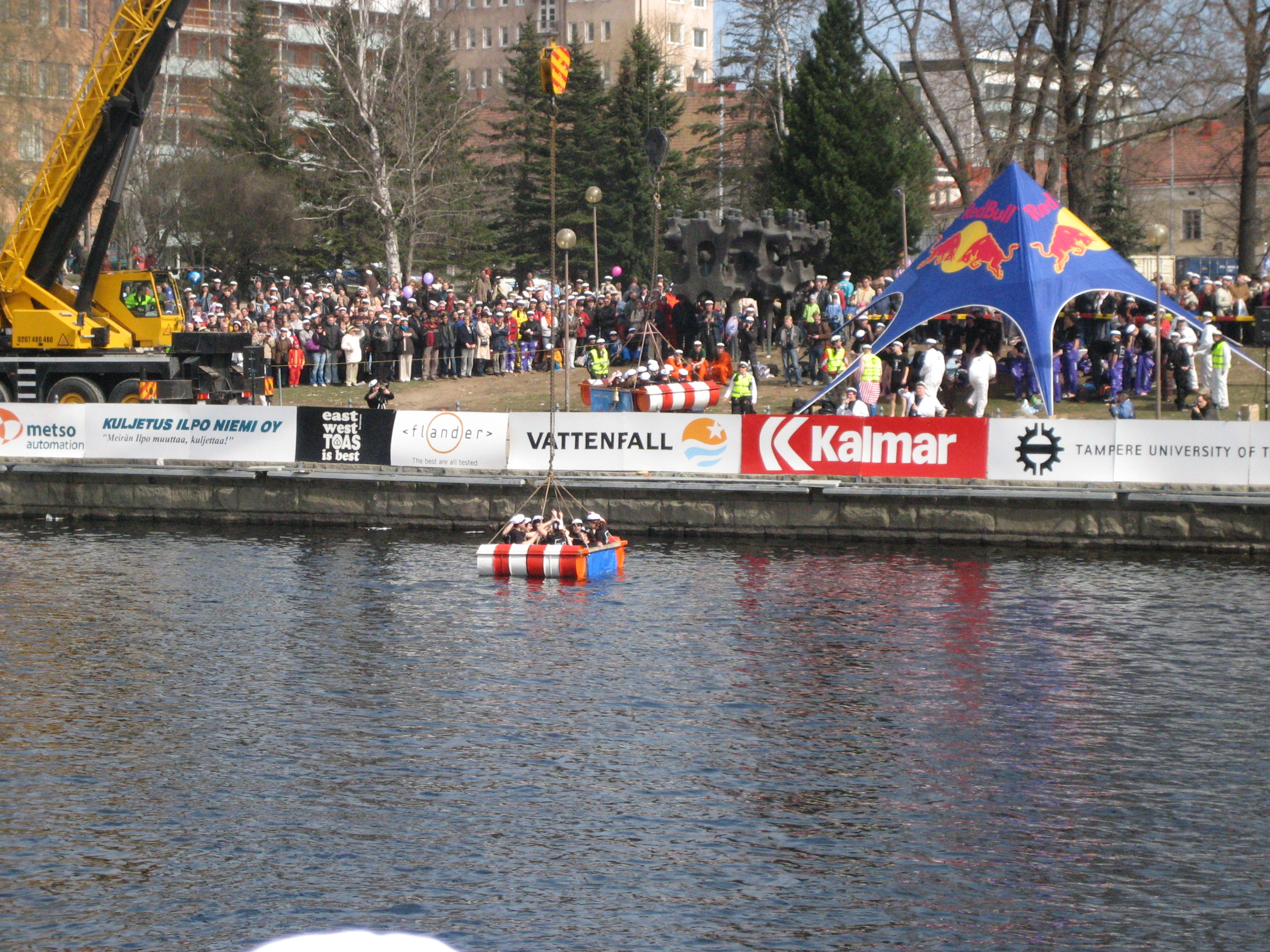
"غسل تعمید دانشجو" برای دانشجویان سال اول در تندآب در شبِ والپورگیس

دانشگاهِ فناوری تامپره (TUT) (فنلاندی: Tampereen teknillinen yliopisto (TTY)) دومین دانشگاه بزرگ فنلاند در علوم مهندسی بود. این دانشگاه در هروانتا، حومهٔ تامپره واقع شده بود. برای ایجاد دانشگاه جدیدِ تامپره در تاریخ ۱ ژانویه ۲۰۱۹ با دانشگاه تامپره ادغام شد.

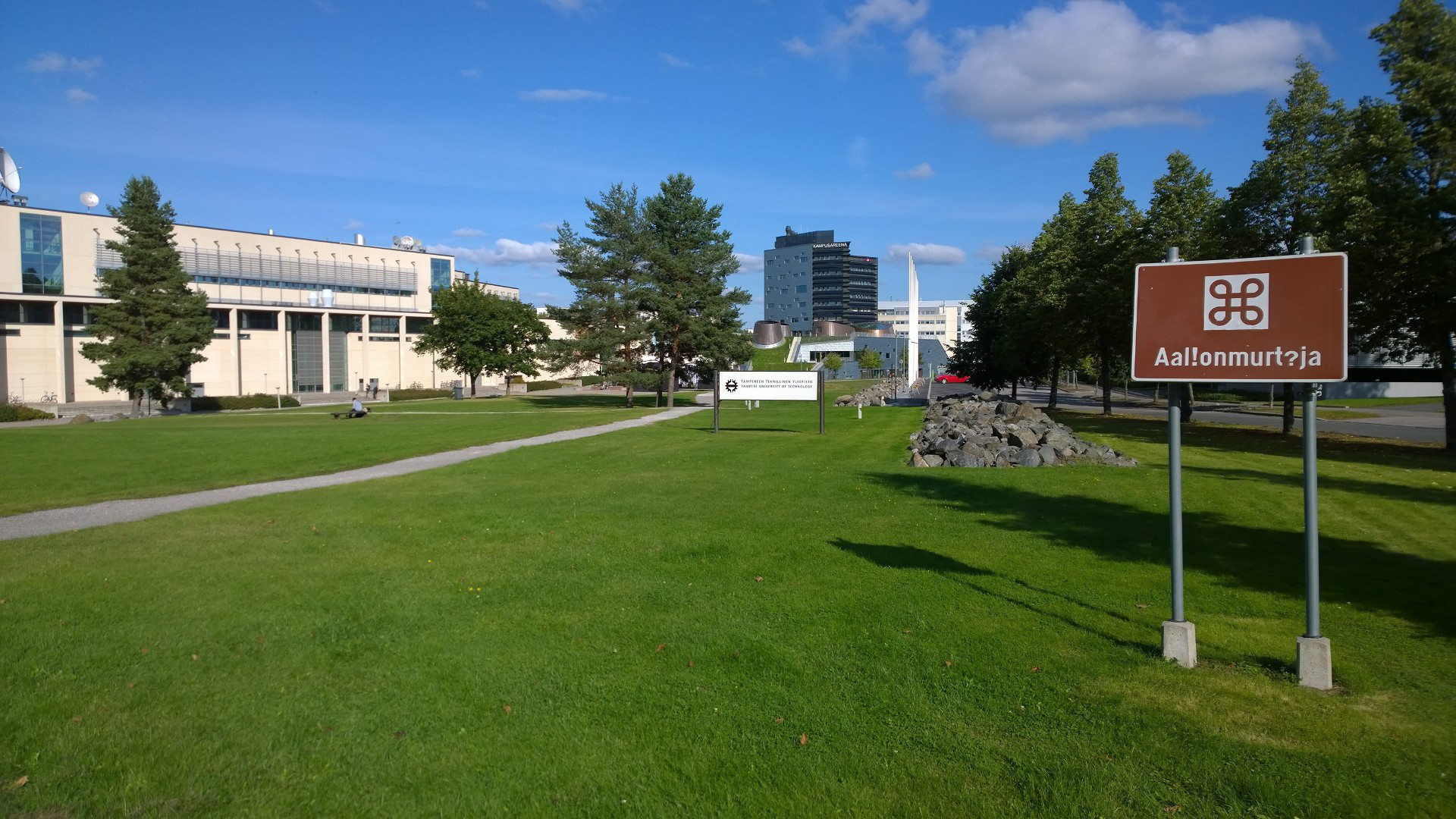
پردیس

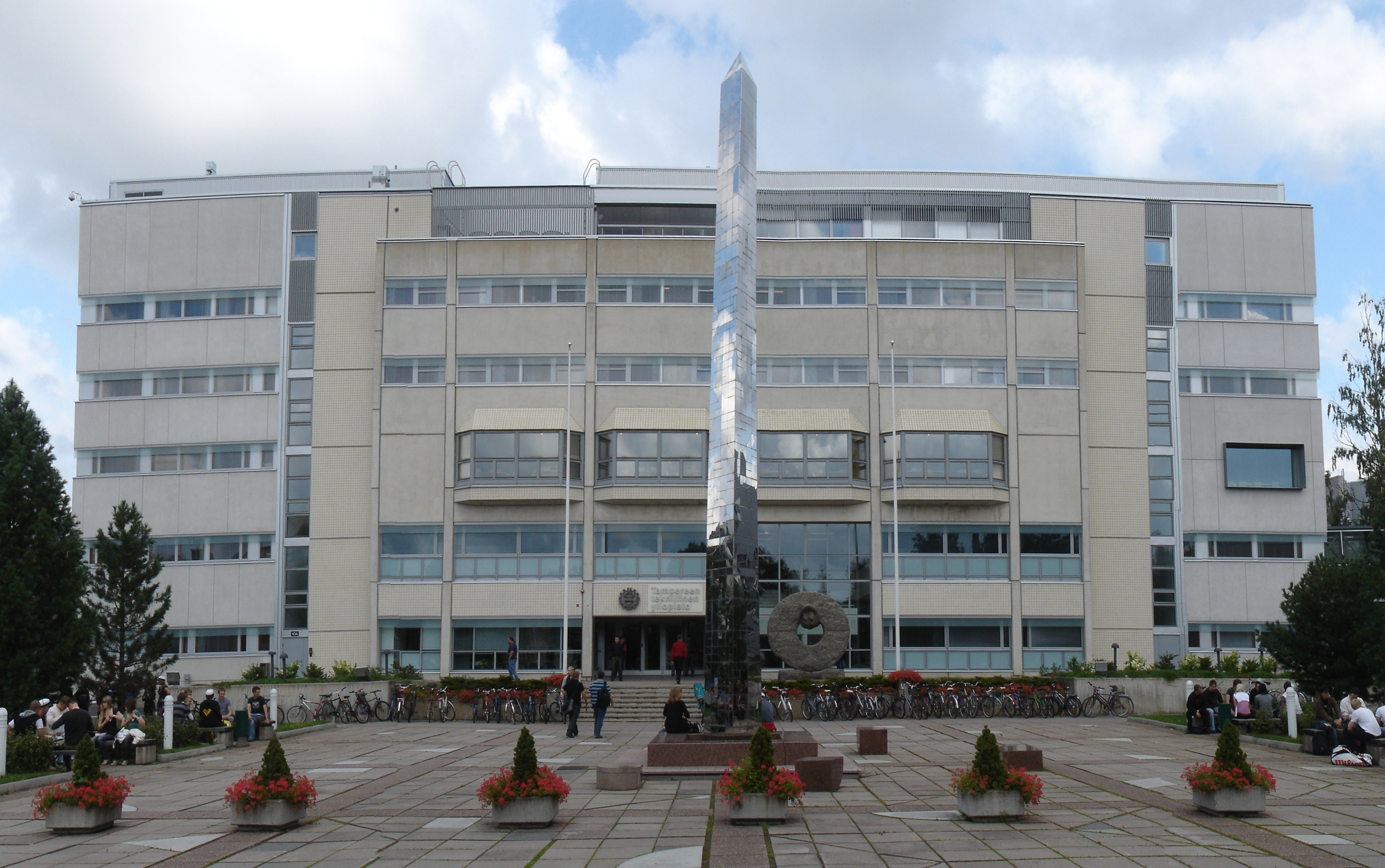
Päätalo
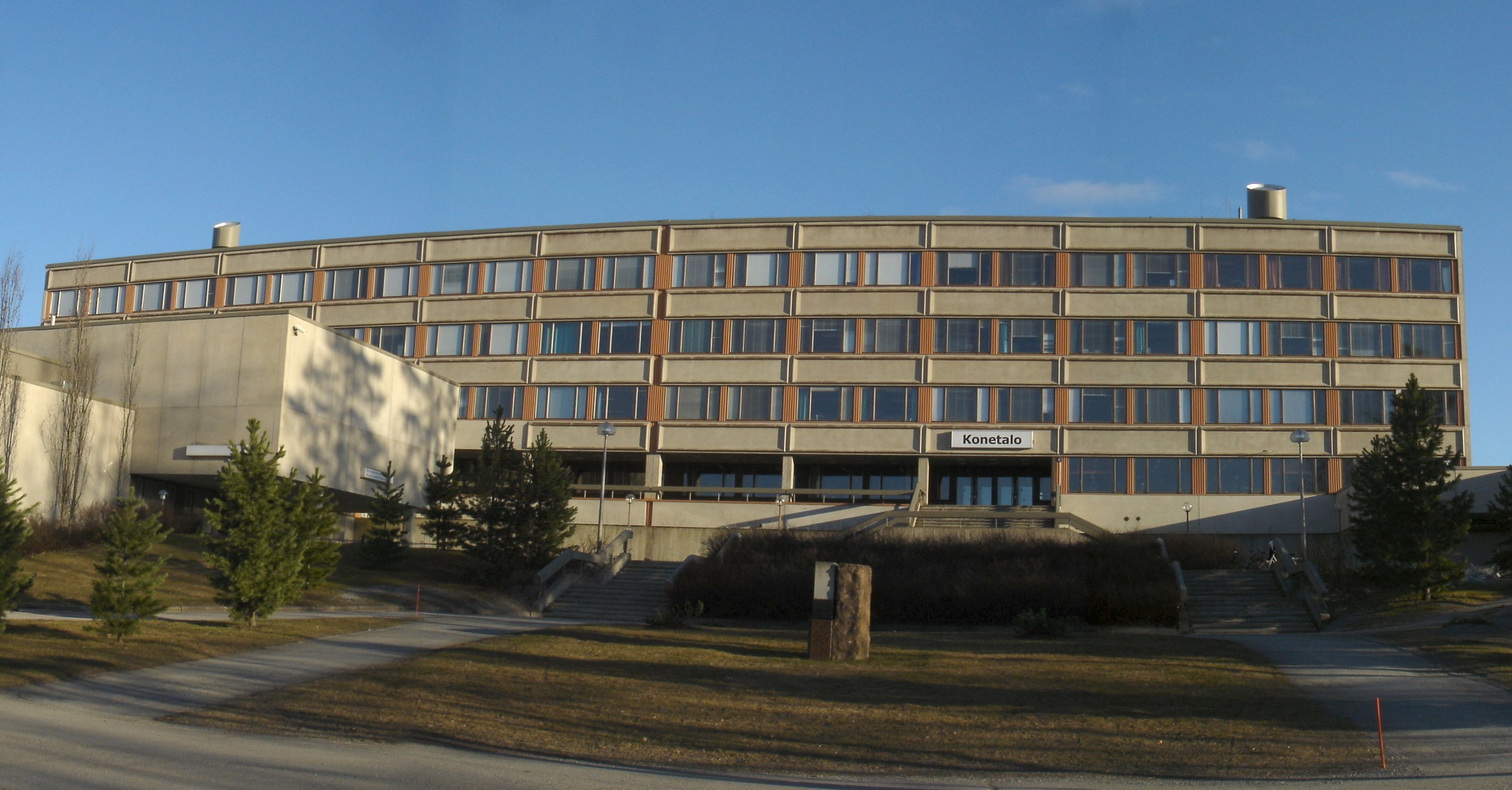
Konetalo
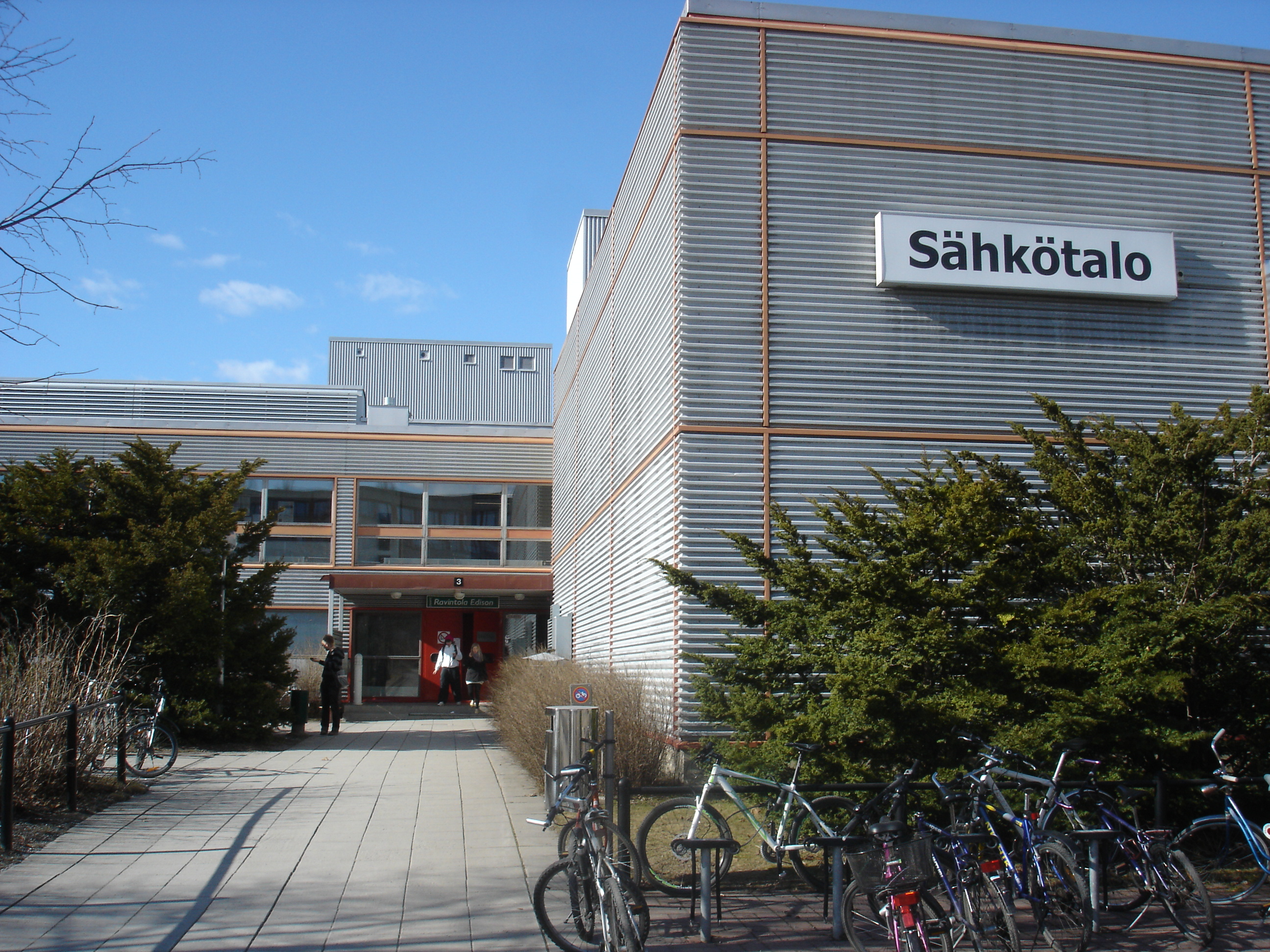
Sähkötalo
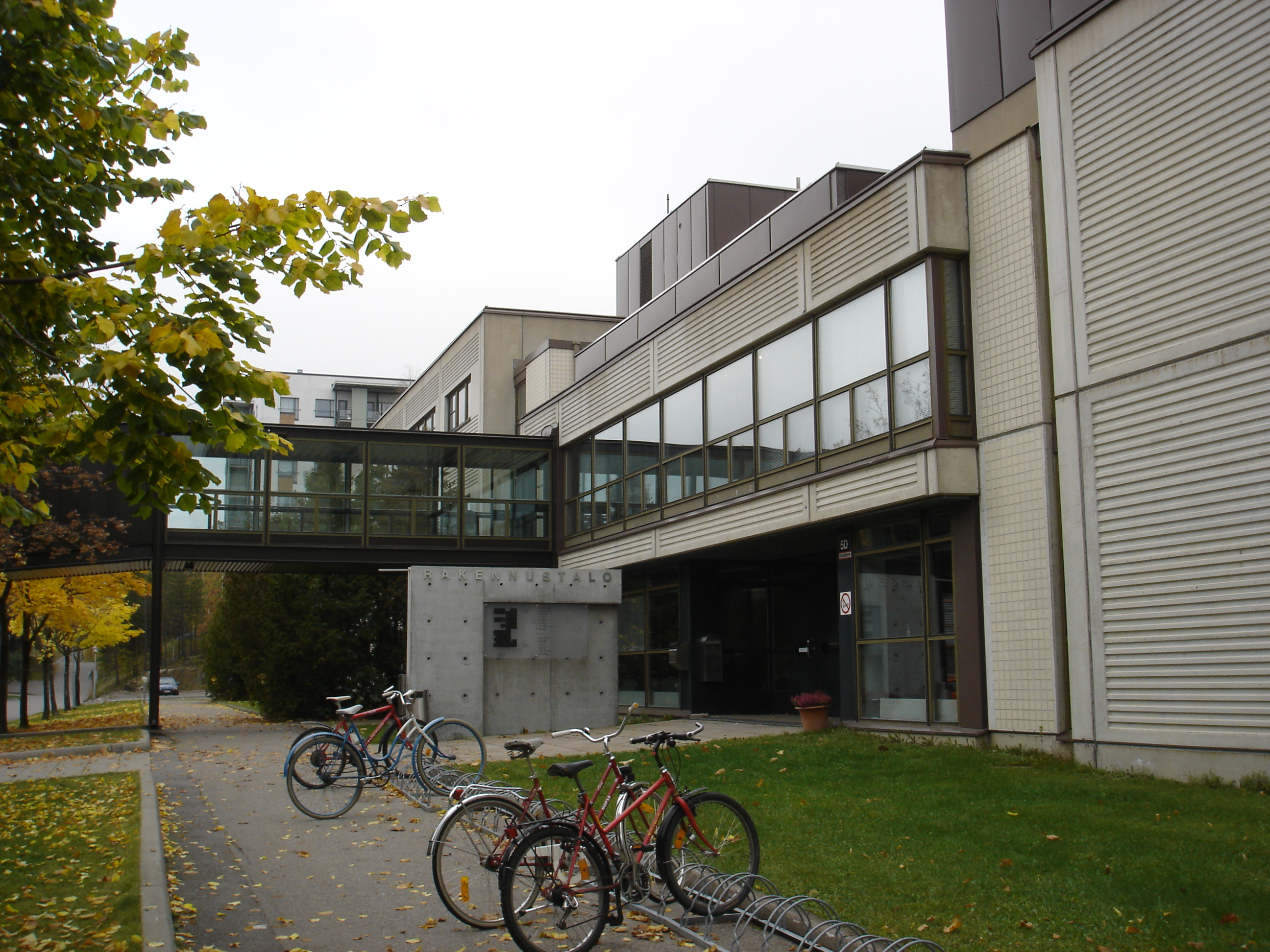
Rakennustalo
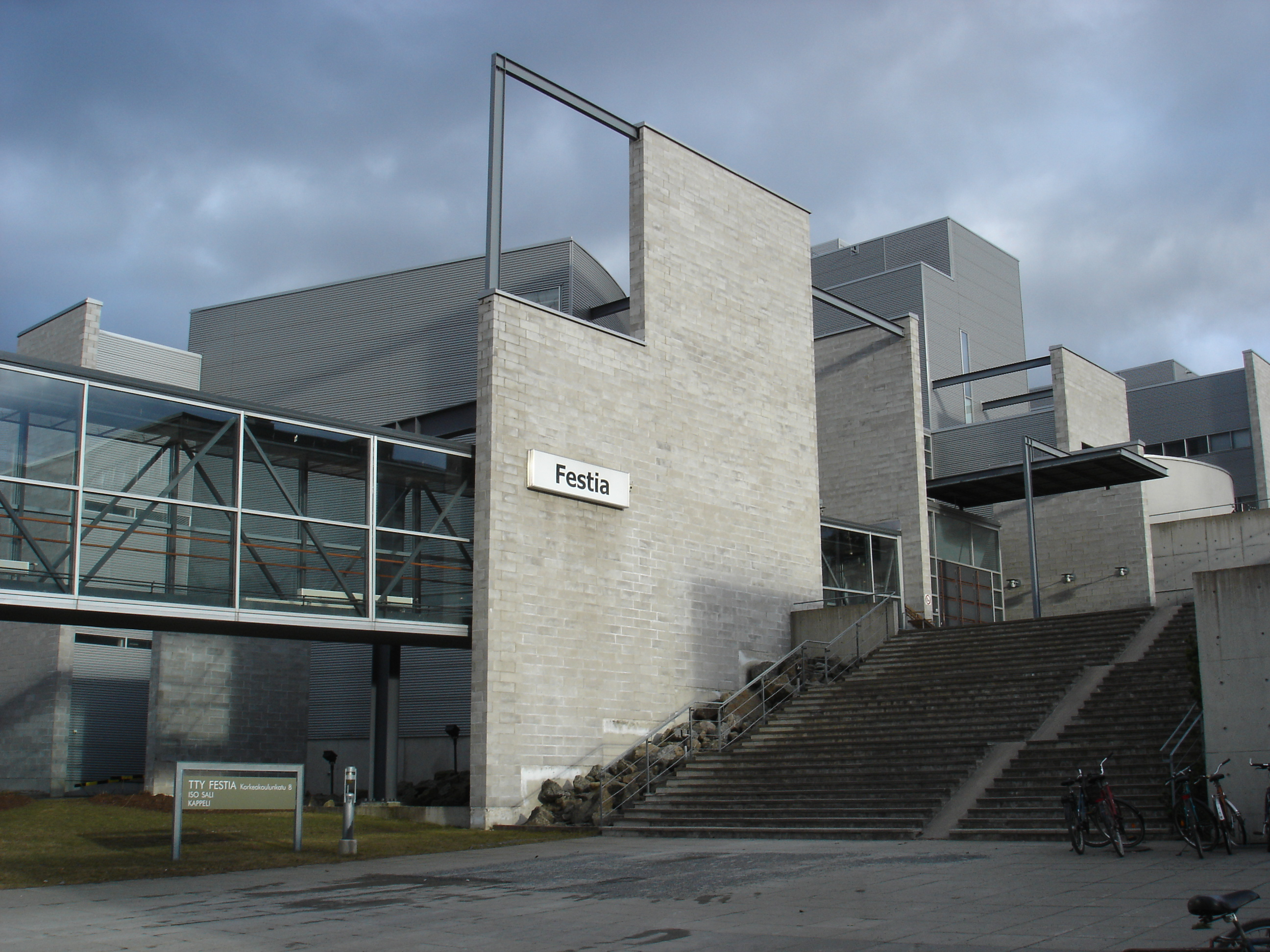
Festia
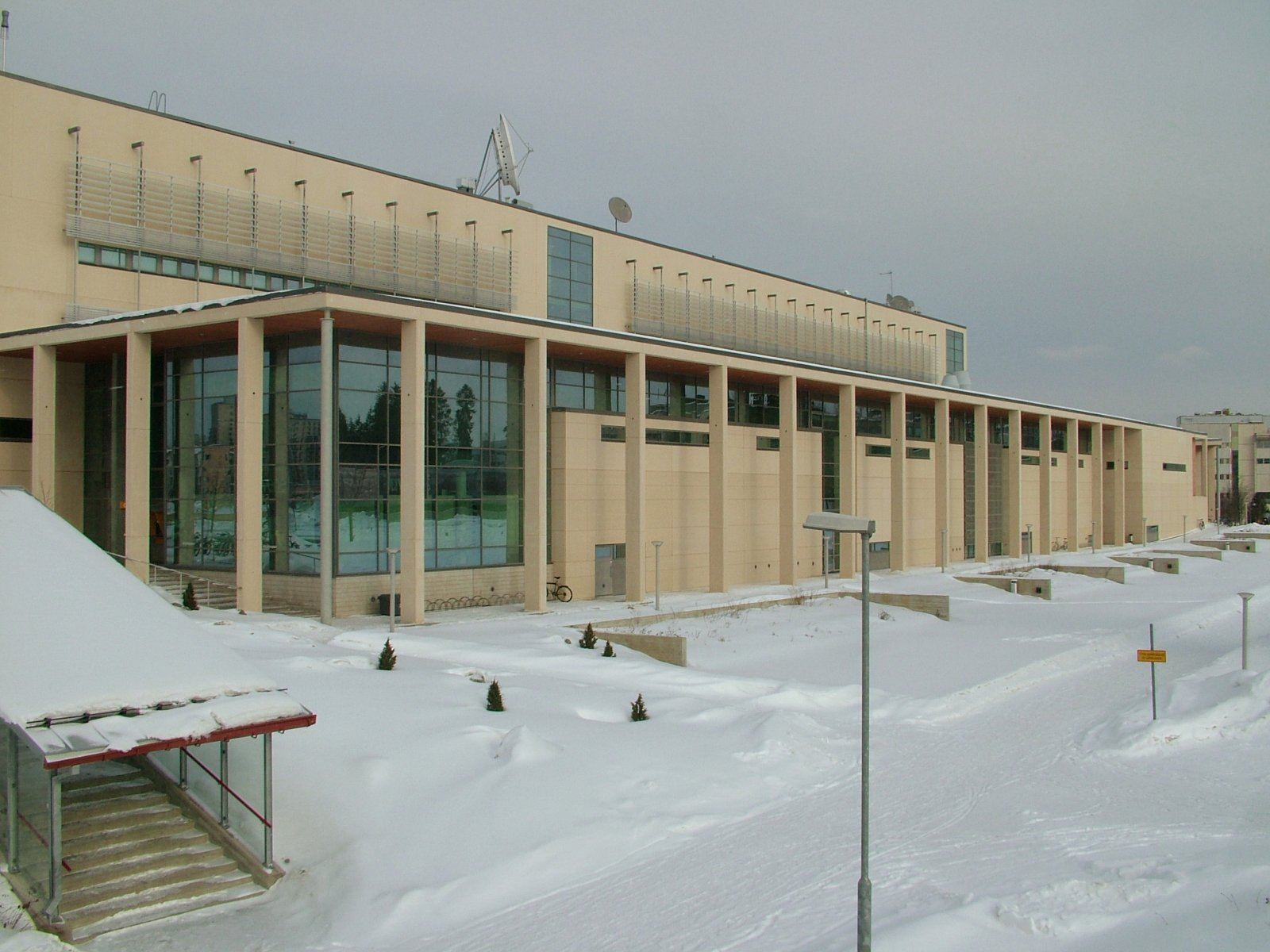
Tietotalo Southwest
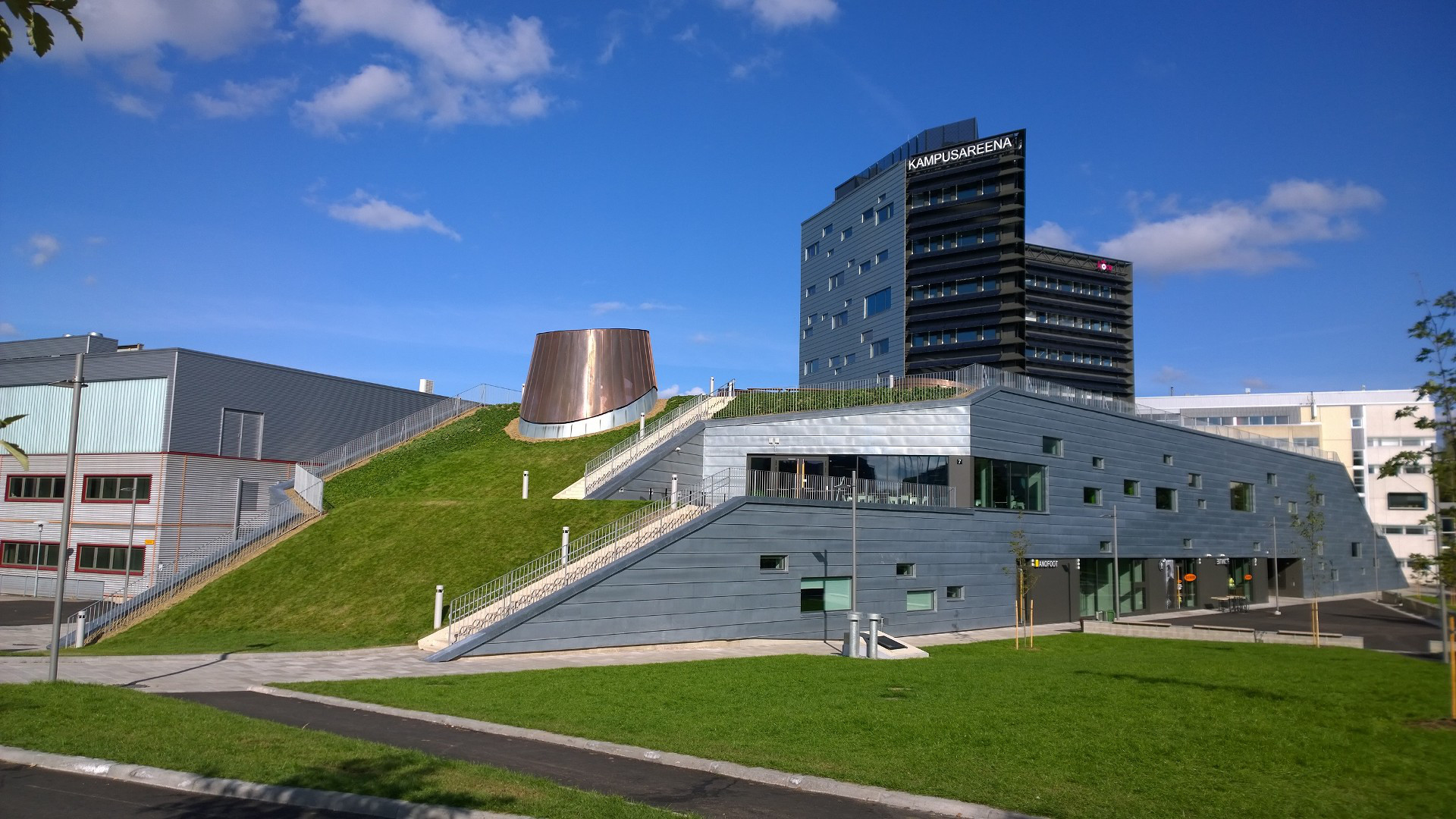
Kampusareena
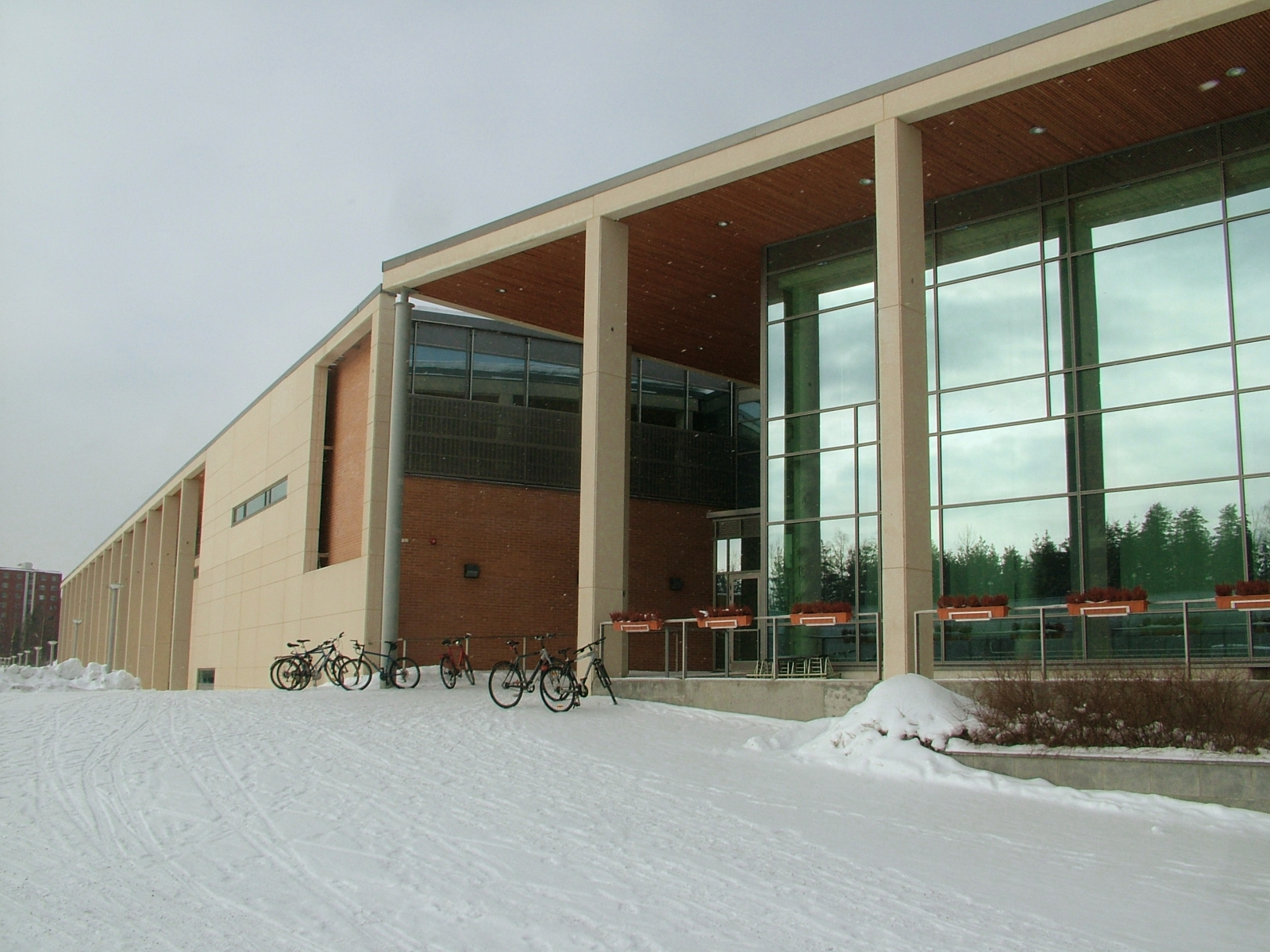
Tietotalo East